# Pharacocerus
Pharacocerus Simon, 1902 è un genere di ragni appartenente alla famiglia Salticidae.

## Caratteristiche
Questo genere ha molte peculiarità in comune con Plexippus
I maschi sono di dimensioni variabili fra i 4 e i 6 millimetri.

## Distribuzione
Le sette specie oggi note di questo genere sono diffuse in Africa centrale; ben due sono endemiche del Madagascar.

## Tassonomia
A dicembre 2010, si compone di sette specie e due sottospecie:
- Pharacocerus castaneiceps Simon, 1910 — Guinea-Bissau
- Pharacocerus ebenauensis Strand, 1908 — Madagascar
- Pharacocerus ephippiatus (Thorell, 1899) — Camerun
- Pharacocerus fagei Berland & Millot, 1941 — Costa d'Avorio
  - Pharacocerus fagei soudanensis Berland & Millot, 1941 — Mali
  - Pharacocerus fagei verdieri Berland & Millot, 1941 — Guinea
- Pharacocerus rubrocomatus Simon, 1910 — Congo
- Pharacocerus sessor Simon, 1902[3] — Madagascar
- Pharacocerus xanthopogon Simon, 1903 — Guinea Equatoriale

### Specie trasferite
- Pharacocerus hirticeps Song & Chai, 1992; gli esemplari rinvenuti sono stati trasferiti al genere Evarcha con la denominazione Evarcha hirticeps (Song & Chai, 1992) a seguito di un lavoro degli aracnologi Song, Zhu & Chen del 1999[2].
- Pharacocerus orientalis Song & Chai, 1992; gli esemplari rinvenuti sono stati trasferiti al genere Evarcha con la denominazione Evarcha orientalis (Song & Chai, 1992) a seguito di un lavoro degli aracnologi Song, Zhu & Chen del 1999[2].